# Oderaue
Oderaue település Németországban, azon belül Brandenburgban. Lakosainak száma 1592 fő (2023. december 31.).

## Népesség
A település népességének változása:
| Lakosok száma | 1699 | 1591 | 1613 | 1604 | 1620 | 1592 |
|               | 2014 | 2017 | 2019 | 2021 | 2022 | 2023 |